# Bykowszczyzna (rejon brasławski)
Bykowszczyzna – dawna wieś. Tereny na których leżała znajdują się obecnie na Białorusi, w obwodzie witebskim, w rejonie brasławskim, w sielsowiecie Dalekie.

## Historia
W czasach zaborów ówczesny zaścianek w gminie Jody, w powiecie dzisieńskim, w guberni wileńskiej Imperium Rosyjskiego. Pod koniec XIX wieku należała do dóbr Janowo.
W latach 1921–1945 zaścianek leżał w Polsce, w województwie wileńskim, w powiecie dziśnieńskim (od 1926 w powiecie brasławskim), w gminie Jody.
Według Powszechnego Spisu Ludności z 1921 roku zamieszkiwało tu 41 osób, 14 było wyznania rzymskokatolickiego a 27 prawosławnego. Jednocześnie 4 mieszkańców zadeklarowało polską a 37 białoruską przynależność narodową. Było tu 8 budynków mieszkalnych.. W 1931 w 8 domach zamieszkiwało 53 osoby.
Wierni należeli do parafii rzymskokatolickiej w Zamoszach. Miejscowość podlegała pod Sąd Grodzki w Brasławiu i Okręgowy w Wilnie; właściwy urząd pocztowy mieścił się w Zamoszach.